# (36670) 2000 QM217
2000 QM217 (asteroide 36670) é um asteroide da cintura principal. Possui uma excentricidade de 0.14344680 e uma inclinação de 9.62791º.
Este asteroide foi descoberto no dia 31 de agosto de 2000 por LINEAR em Socorro.